# 藤井謙二
藤井 謙二（ふじい けんじ、1969年3月8日 - ）は、日本のミュージシャン、作曲家、編曲家、ギタリスト。広島県福山市出身。身長180cm。

## 来歴
- 1987年上京。THE GIFTに参加。ボーカルの茂木英興を介して外丸健児（ex.THE BARRETT/ザ・チャイナボウルズ）らと知り合い、後に加入。
- 1990年、THE BARRETTでデビュー。同年、同郷の寺岡呼人の招きでJUN SKY WALKER(S)のオフ時に行なわれた寺岡呼人&His Friendsのツアーに参加。この時、ツアーへ参加していた桜井和寿に出会ったことから、後に小林武史と出会うことになる。
- 1993年、THE BARRETTが3枚のアルバムを発売した後、解散。
- 1994年、渡辺美里のアルバム「Baby Faith」のレコーディングに参加。渡辺美里'94 西武スタジアム ムーンライトピクニックに参加。
- 1995年1月にリリースされた桑田佳祐&Mr.Childrenの「奇跡の地球」のレコーディングに参加。
- 1995年5月、MY LITTLE LOVERにメンバーとして加入。小林武史と共に作曲を手がけたシングル「Hello, Again 〜昔からある場所〜」が180万枚を超える大ヒット曲となる。
- 1997年1月にリリースされた浜田省吾アルバム『初夏の頃』のレコーディングに参加。
- 1998年、バンド「林英男」を結成しライブ活動を行う。
- 2000年、忌野清志郎30周年記念ライブ「RESPECT!」にハウスバンドとして参加。渡辺美里の西武ドームとツアーに参加。
- 2001年から2002年まで寺岡呼人主催のライブイベント「GOLDEN CIRCLE」VOL.00からVOL.02まで参加。
- 2002年7月、MY LITTLE LOVER脱退。同年、BURNERD RUSHで活動を開始。平行してFT2K'S（現在のFTK&K）を結成し活動する。
- 2004年5月17日BURNERD RUSH解散。同年8月、HI NORMAL（現在のHI NORMAL LUNCH）結成。
- 2011年1月1日、The Birthdayにギタリストとして加入したことが発表される。The Birthdayではフジイケンジ名義で活動。
- 現在はHI NORMAL LUNCHとFTK&K、The Birthdayの3つのバンド、スタジオミュージシャン、ライブサポート、CM曲制作など幅広く活動している。
- 2024年10月5日から2025年2月9日まで、吉川晃司の「KIKKAWA KOJI 40th Anniversary Live」にサポートミュージシャンとして参加。

## 人物
- 血液型A型。
- 広島県立福山葦陽高等学校出身。先輩に世良公則と寺田和正、後輩に杉原杏璃がいる。
- ザ・グルーヴァーズの藤井一彦は実兄である。
- スタジオミュージシャンとして、渡辺美里、小泉今日子、GEN、真心ブラザーズ、藤木直人、宮田和弥、ネプチューン、矢野真紀、ゆず、中西圭三、hitomi、YUKI、林明日香、ロゼッタ・ガーデン、石田匠、SMAP、ハルカリ、玉木宏、寺岡呼人、BONNIE PINK、CHARA、鈴木蘭々、坂本真綾、大塚愛、柴咲コウ、aiko、F-BLOOD、AKB48、いきものがかり、関ジャニ∞、ヒューマンロスト、スキマスイッチ、イズミカワソラなど数多くのレコーディングにギターで参加している。
- CM曲を多数、制作している。代表曲はリクルートの「ガテン」（♪ガテンガテン　やることやる奴の生き方〜）の作詞、作曲、演奏、歌であり、これのフルコーラスバージョンはBURNERD RUSH、HI NORMAL LUNCHのライブでも披露されている。
- JRAのCM「CLUB KEIBA」でも歌声を披露している。“We love keiba Club Keiba～”　曲はAllman Brothers Band「One Way Out 」
- 1994年から渡辺美里、PUFFYの海外ツアー、大塚愛、斉藤和義、エレファントカシマシ、沢田研二、吉川晃司などのアーティストのライブツアーにツアーメンバーとして参加したり、YUKIのアルバム『WAVE』やAKB48のシングル「ヘビーローテーション」などのレコーディングにギターで参加している。
- The Birthdayに加入してから、それまで比較的長めだったバンドの曲を短く削る役割を担うようになり、バンド内では、事業仕分けを行った議員にかけて「蓮舫」という異名を持つようになったという[1]。
- SNAKE ON THE BEACH アルバム『潮騒』収録の「東京」にマンドリンギターで参加[2]。

## 参加バンド
- THE BARRETT
  - 1990年にメジャーデビューし、1993年に解散。詳細は当該項目を参照。
- MY LITTLE LOVER
  - 詳細は当該項目を参照。
- 林英男
  - 山中さわお（Vo、the pillows）、藤井謙二（Gt、当時はMY LITTLE LOVER）、Mr.Childrenの中川敬輔（Ba）と鈴木英哉（Dr）で1998年に結成されたバンド。デモテープを製作しライブで配布したことがある。バンド名の由来は、メンバーの行きつけの店主の名前をそのまま付けたもの。
- BURNERD RUSH
  - 三島圭介（Vo）、藤井謙二（Gt）、田中俊尚（Ba）、SUU（Dr）からなるバンドだった。田中が脱退し2003年7月から百合公平（Ba）が後任メンバーとして加入。その後、2004年5月解散した。
- FTK&K
  - GRAPEVINEの田中和将（Vo）と亀井亨（Ds）、同バンドのサポートを務める金戸覚（Ba）、藤井謙二（Gt）からなるバンドである。2002年に結成。結成当初のバンド名は“FT2K'S”だった。
- HI NORMAL LUNCH
  - BURNERD RUSH解散後、メンバーだった藤井謙二（Gt）、百合公平（Ba）、SUU（Dr）により2004年8月に結成された。このバンドでは藤井はボーカルも担当している。ちなみに、結成当初は「HI NORMAL」というバンド名だった。意味は、「超普通とか、ごっつ普通とか、そんなソフトなニュアンス」である。初ライブ直前に現在のバンド名に変更された。
- The Birthday
  - 2011年1月1日に正式加入。同バンドでギターを担当。名義はフジイケンジ

## ラジオ
レギュラー
- フジイケンジのすてきなあなたに（2013年10月5日[3] - 2014年3月終了 毎週土曜15：00～16：00、広島FM）
- フジイケンジのすてきななかまたち（2014年2月2日19:00～20:00、広島FM[4]） 『フジイケンジのすてきなあなたに』60分特別番組
- 『Rock It Out!』内「フジイケンジのすてきなあなたに」（2014年4月5日[5] - 2016年3月終了 毎週土曜24:00～24:30、広島FM）
- Rock It Out!（2016年4月[6] - 2019年3月、毎月第1週日曜18：00-18：30、広島FM）